# Lazar Marković
Pour les articles homonymes, voir Marković.
Lazar Marković (en serbe en écriture cyrillique : Лазар Марковић), né le 2 mars 1994 à Čačak, est un footballeur international serbe qui évolue au poste d'ailier ou de milieu offensif.

## Carrière

### Carrière en club
Lazar Marković rejoint le Partizan Belgrade en 2006, en provenance du Borac Čačak.
Le 29 mai 2011, il dispute son premier match professionnel lors de la dernière journée de la Super Liga face au Sloboda Užice. Il remplace Joseph Kizito (en) à la 72e minute de jeu.
Le 11 juillet 2011, il signe son premier contrat professionnel en faveur du Partizan Belgrade pour une durée de cinq ans. Le 11 juillet 2011, il inscrit le premier but de sa carrière professionnelle contre le FK Novi Pazar lors de la première journée de la Super Liga.
Lors de la saison 2011-2012, il est élu meilleur joueur de l'année du Partizan Belgrade et il fait partie de l'équipe-type de la saison.

#### SL Benfica
Le 11 juin 2013, Marković est transféré au club portugais du Benfica Lisbonne pour 10 millions d'euros. En une saison, Marković a inscrit 7 buts en 49 matchs toutes compétitions confondus. Le 1er mai 2014, lors de la demi-finale retour face à la Juventus en Ligue Europa, il est expulsé après une bagarre avec Mirko Vučinić alors qu'aucun des deux joueurs n'étaient sur le terrain. Malgré les recours de Benfica auprès de l'UEFA, Marković est suspendu pour la finale. Une finale qui voit Benfica s'incliner contre le Séville FC.

#### Liverpool FC
Le 15 juillet 2014, Marković signe au club anglais du Liverpool FC pour 25 millions d'euros. Titularisé à seulement 13 reprises, il est prêté au Fenerbahçe SK, équipe turque, à l'été 2015 pour une saison.
Le 31 janvier 2018, il est à nouveau prêté, cette fois-ci au club belge du Royal Sporting Club Anderlecht pour une durée de six mois.

#### Gaziantep FK
Le 20 juillet 2022, Marković s'engage pour deux saisons au club turc du Gaziantep FK.
En février 2023, Marković rejoint en prêt Trabzonspor, autre club du championnat turc, jusqu'à la fin de saison, en raison des séismes dévastateurs qui ont ravagé la région où évolue Gaziantep et contraint le club à abandonner sa saison.

### En équipe de Serbie

#### Serbie -17 ans
Avec l'équipe de Serbie des moins de 17 ans, Lazar Marković participe en 2009 aux qualifications pour le Championnat d'Europe de football des moins de 17 ans 2010. Lors du Championnat d'Europe de football des moins de 17 ans 2011, il est éliminé de la compétition dès le premier tour.
De 2009 à 2011, il participe à 16 matchs lors lesquels il inscrit 2 buts.

#### Serbie espoirs
Avec l'équipe de Serbie espoirs, Lazar Marković participe en 2011 aux qualifications pour le Championnat d'Europe espoirs 2013. Il prend part à 4 matchs.

#### Senior
Le 24 février 2012, Radovan Ćurčić le convoque pour disputer le math amical Arménie-Serbie. C'est ainsi qu'il dispute son premier sous les couleurs serbes. Il est remplacé à la 69e minute de jeu .
Le 11 septembre 2012, Siniša Mihajlović, le nouvel entraîneur, le titularise pour les éliminatoires de la coupe du monde 2014, lors du match  Serbie-Pays de Galles, match remporté 6-1.

## Statistiques
| Saison                | Club                     | Championnat           | Championnat | Championnat | Championnat | Coupe nationale | Coupe nationale | Coupe nationale | Coupe de la Ligue | Coupe de la Ligue | Coupe de la Ligue | Compétition(s) continentale(s) | Compétition(s) continentale(s) | Compétition(s) continentale(s) | Compétition(s) continentale(s) | Serbie | Serbie | Serbie | Total | Total | Total |
| Saison                | Club                     | Division              | M.          | B.          | P.d.        | M.              | B.              | P.d.            | M.                | B.                | P.d.              | Comp.                          | M.                             | B.                             | P.d.                           | M.     | B.     | P.d.   | M.    | B.    | P.d.  |
| 2010-2011             | Partizan Belgrade        | SuperLiga             | 1           | 0           | 0           | -               | -               | -               | -                 | -                 | -                 | C1                             | -                              | -                              | -                              | -      | -      | -      | 1     | 0     | 0     |
| 2011-2012             | Partizan Belgrade        | SuperLiga             | 26          | 6           | 6           | 3               | 1               | 0               | -                 | -                 | -                 | C1+C3                          | 2+2                            | 0                              | 0                              | 1      | 0      | 0      | 34    | 7     | 6     |
| 2012-2013             | Partizan Belgrade        | SuperLiga             | 19          | 7           | 7           | -               | -               | -               | -                 | -                 | -                 | C1+C3                          | 4+8                            | 0                              | 1+2                            | 6      | 1      | 1      | 37    | 8     | 11    |
| Sous-total            | Sous-total               | Sous-total            | 46          | 13          | 13          | 3               | 1               | 0               | -                 | -                 | -                 | -                              | 16                             | 0                              | 3                              | 7      | 1      | 1      | 72    | 15    | 17    |
| 2013-2014             | Benfica Lisbonne         | Primeira Liga         | 26          | 5           | 5           | 6               | 1               | 0               | 4                 | 0                 | 0                 | C1+C3                          | 5+8                            | 0+1                            | 0                              | 6      | 1      | 0      | 55    | 8     | 5     |
| Sous-total            | Sous-total               | Sous-total            | 26          | 5           | 5           | 6               | 1               | 0               | 4                 | 0                 | 0                 | -                              | 13                             | 1                              | 0                              | 6      | 1      | 0      | 55    | 8     | 5     |
| 2014-2015             | Liverpool FC             | Premier League        | 19          | 2           | 1           | 6               | 0               | 0               | 5                 | 1                 | 0                 | C1+C3                          | 4+0                            | 0                              | 0                              | 7      | 1      | 0      | 41    | 4     | 1     |
| Sous-total            | Sous-total               | Sous-total            | 19          | 2           | 1           | 6               | 0               | 0               | 5                 | 1                 | 0                 | -                              | 4                              | 0                              | 0                              | 7      | 1      | 0      | 41    | 4     | 1     |
| 2015-2016             | Fenerbahçe SK (prêt)     | Süper Lig             | 14          | 0           | 2           | 5               | 1               | 1               | -                 | -                 | -                 | C3                             | 2                              | 1                              | 0                              | 1      | 0      | 1      | 22    | 2     | 4     |
| 2016-2017             | Sporting Portugal (prêt) | Primeira Liga         | 6           | 1           | 0           | 1               | 1               | 0               | 2                 | 0                 | 0                 | C1                             | 5                              | 0                              | 0                              | 1      | 0      | 0      | 15    | 2     | 0     |
| 2016-2017             | Hull City (prêt)         | Premier League        | 12          | 2           | 0           | 1               | 0               | 0               | 1                 | 0                 | 0                 | -                              | -                              | -                              | -                              | -      | -      | -      | 14    | 2     | 0     |
| 2017-2018             | RSC Anderlecht (prêt)    | Jupiler Pro League    | 8           | 1           | 1           | -               | -               | -               | -                 | -                 | -                 | -                              | -                              | -                              | -                              | -      | -      | -      | 8     | 1     | 1     |
| Sous-total            | Sous-total               | Sous-total            | 40          | 4           | 3           | 7               | 2               | 1               | 3                 | 0                 | 0                 | -                              | 7                              | 1                              | 0                              | 2      | 0      | 1      | 59    | 7     | 5     |
| Total sur la carrière | Total sur la carrière    | Total sur la carrière | 131         | 24          | 22          | 22              | 4               | 1               | 12                | 1                 | 0                 | -                              | 40                             | 2                              | 3                              | 22     | 3      | 2      | 227   | 34    | 28    |

## Palmarès

### En club
| Partizan Belgrade - Championnat de Serbie (3) : - Champion : 2011, 2012 et 2013 |  | Benfica Lisbonne - Championnat du Portugal (1) : - Champion : 2014 - Coupe de la Ligue portugaise (1) : - Vainqueur : 2014 - Ligue Europa : - Finaliste : 2014 - Coupe du Portugal (1) : - Vainqueur : 2014 |

### Distinctions personnelles
- Membre de l'équipe-type de la Super Liga Srbije en 2011-2012, 2012-2013